# 太原轨道交通R3线
太原轨道交通R3线，原称Z3线，是一条规划中的磁悬浮线路，是山西转型综合改革示范区南北向骨干轨道交通线路。起点为太原市，终点为晋中市太谷区，目前正在规划中。R3线一期工程北起小店南站，南至潇河高铁站，全长19公里，共设置7座车站、1座车辆段。

## 建设历程
2018年，山西省政府将其列入2018年省级重点工程项目。
2018年1月31日，山西转型综合改革示范区发布《关于山西综合改革示范区磁浮Z3线社会稳定风险公众调查的公示》。
2020年，太原市发改委2020年六月份重点工作安排和上月完成情况中提出配合山西省发改委推进城际铁路磁悬浮项目前期研究工作。
2020年10月，《太原市城市轨道交通二期建设规划（2021-2026年）社会稳定风险分析网上公示》中，线路更名为R3线。R3线一期工程北起小店南站，南至潇河高铁站，全长19公里，共设置7座车站、1座车辆段。